# رودولف کنر
رودولف کنر (آلمانی: Rudolf Kner; زاده ۲۴ اوت ۱۸۱۰ – درگذشته ۲۷ اکتبر ۱۸۶۹) آبزی‌شناس، جانورشناس و استاد دانشگاه اهل اتریش-مجارستان بود.